# Glyptodonisia fugax
Glyptodonisia fugax är en insektsart som först beskrevs av Ronald Gordon Fennah 1969.  Glyptodonisia fugax ingår i släktet Glyptodonisia och familjen Meenoplidae. Inga underarter finns listade i Catalogue of Life.